# Ремез звичайний
Ре́мез звичайний (Remiz pendulinus) — дрібний птах ряду горобцеподібних. Зустрічається біля водойм; живиться комахами. В Україні гніздовий, перелітний, зрідка зимуючий.

## Морфологічні ознаки
Птах менший за горобця. Маса тіла 8-11 г, довжина тіла близько 11 см. Статевий диморфізм виражений слабко. У дорослого самця голова і шия сіруваті; лоб і широкі смуги, які проходять через очі, чорні; спина каштанова, світлішає до надхвістя; частина покривних пер верху крил руда, інші — каштанові; горло біле; інше оперення низу жовтувато-біле, з каштановими плямами на волі і боках тулуба; махові і стернові пера бурі, зі світлою облямівкою; дзьоб темно-сірий, основа світліша; нога сірувато-бурі. У дорослої самки чорні смуги на голові вужчі; каштанові плями на волі і боках тулуба менші або відсутні. У молодого птаха голова і спина світло-бурі; чорного і каштанового кольорів в оперенні нема.

## Чисельність
Чисельність ремеза в Європі станом на 2015 рік оцінено в 219-443 тис. пар, що становить близько 65% світової популяції. Чисельність в цілому зростає.

## Гніздування

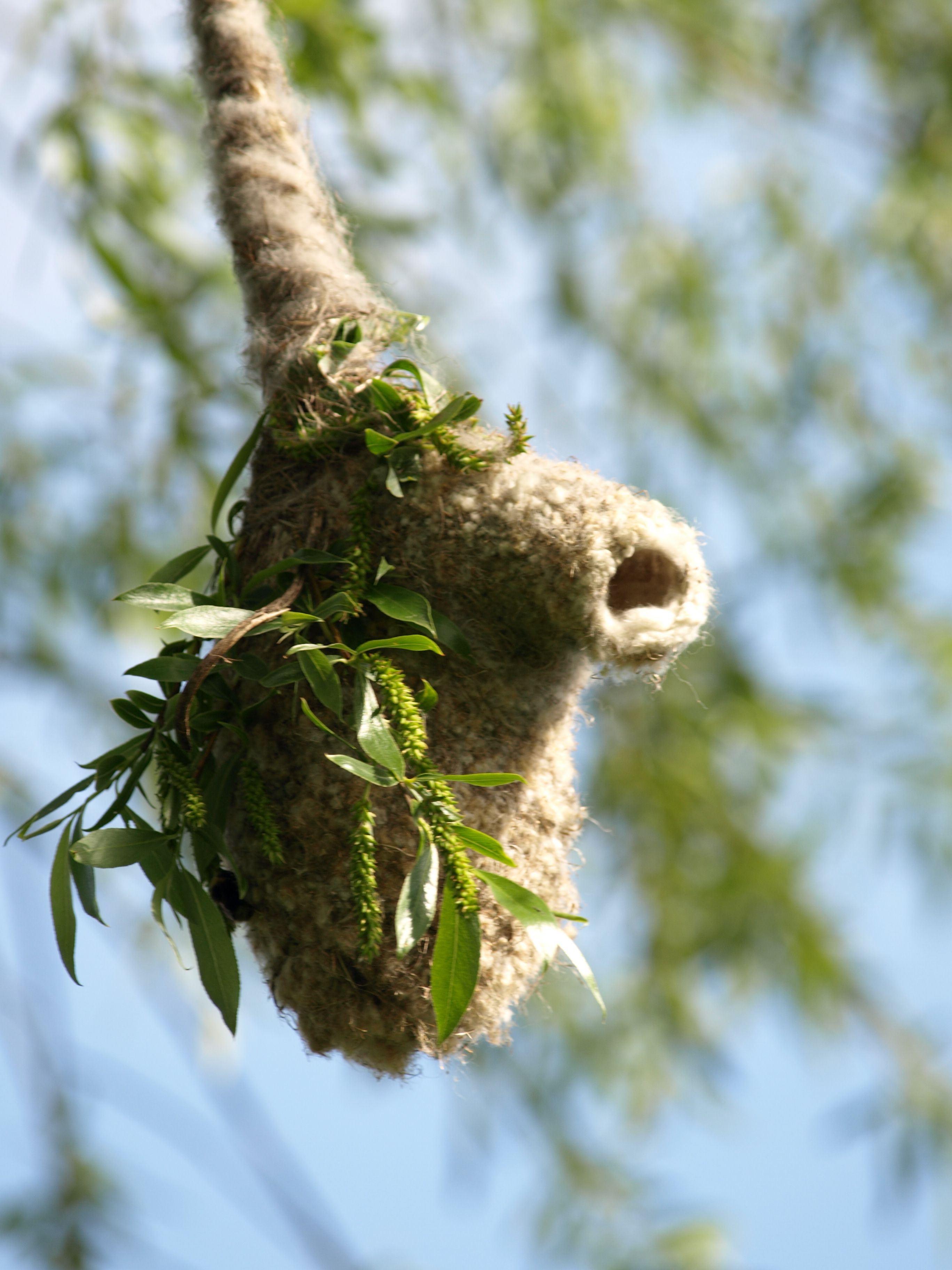
Гніздо ремеза

Населяє заплавні листяні ліси, береги повільних річок, водосховища, ставки з заростями верб, очерету, з порослю берези та вільхи. Відомі випадки гніздування в антропогенних ландшафтах — на зарослих берегах меліоративних каналів та заболочених кар'єрів.
Гніздо ремез будує у вигляді рукавички з бічним входом у вигляді трубки. Гніздо будують разом самиця та самець з пуху тополі та очерету. На будівництво загалом витрачається близько 3-4 тижнів. Повну кладку із 6-8 білих яєць насиджує тільки самка, протягом 13-14 діб. Пташенята залишаються в гнізді 2-3 тижні. Після вильоту з гнізда пташенята тримаються з самкою 1-2 тижні, а потім виводок розпадається, формуються зграйки і починаються кочівлі.

## Живлення
Живиться комахами, павуками, а в якості доповнення — насінням.

## Охорона
Вид включено до Додатку ІІ Бернської конвенції.

## Галерея

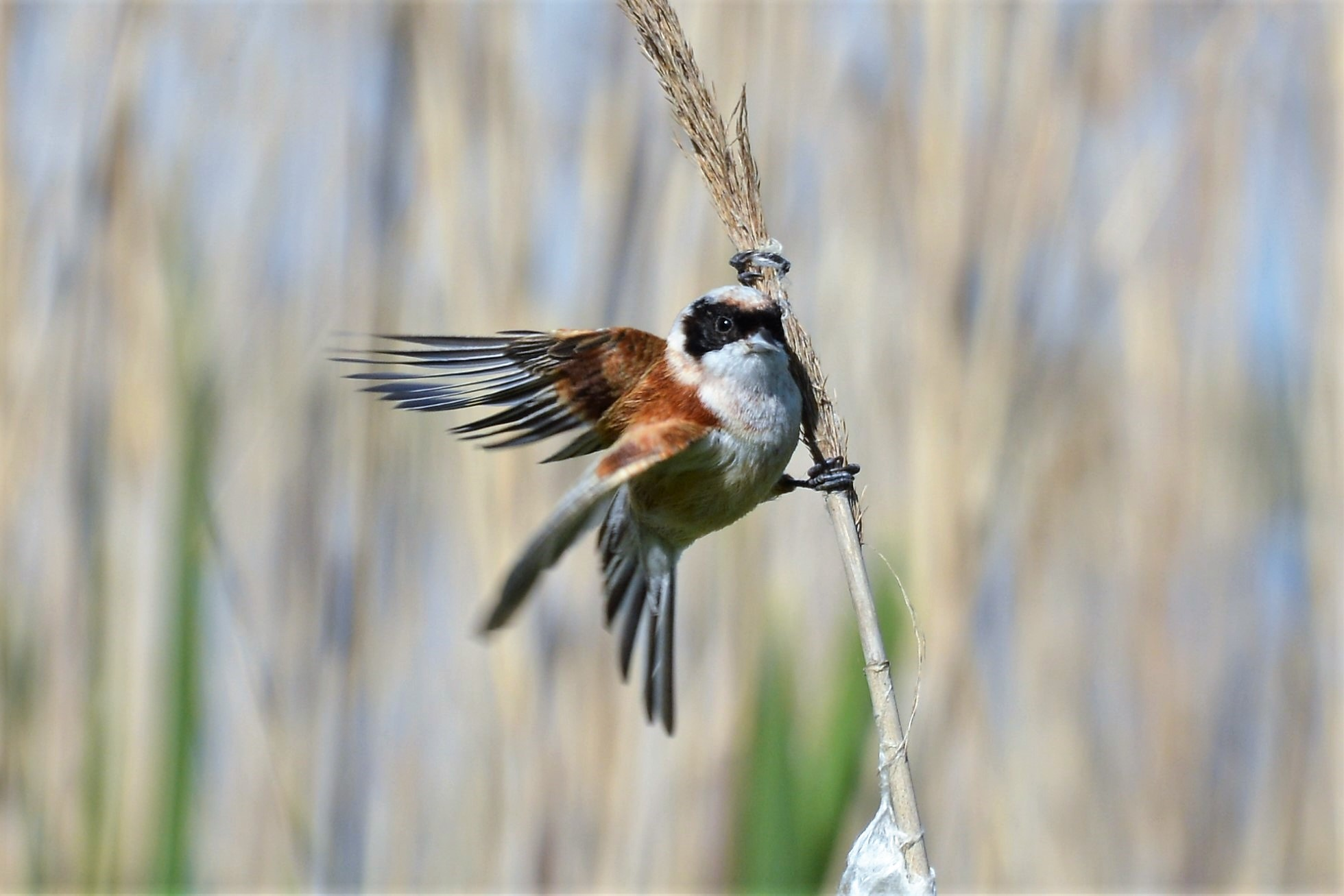
Ремез у Згарському заказнику
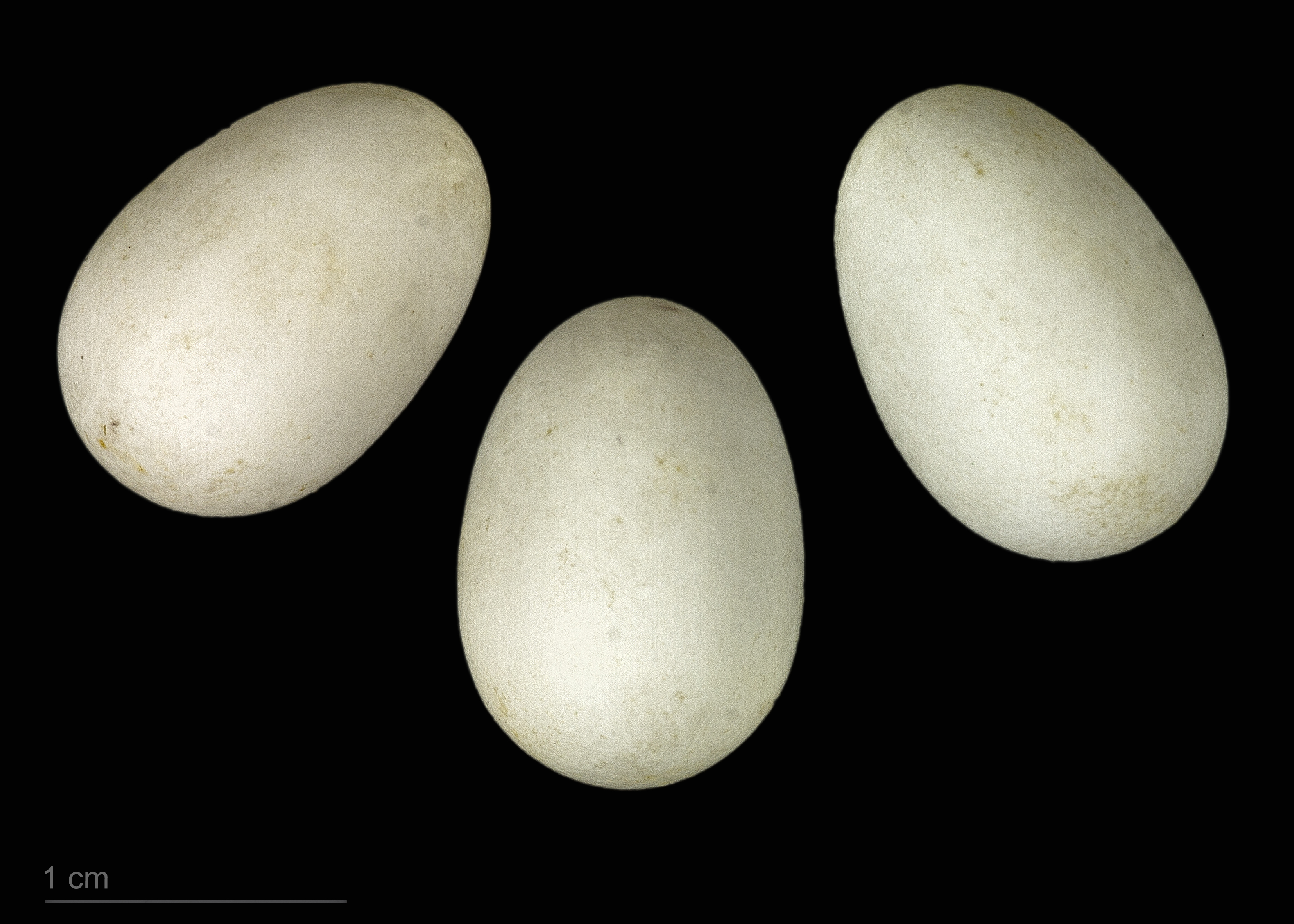
Яйця Remiz pendulinus в оологічній колекції, Тулузький музей